# Japanse bakerhaai
De Japanse bakerhaai (Orectolobus japonicus) is een vis uit de familie van de wobbegongs (Orectolobidae) en behoort derhalve tot de orde van bakerhaaien (Orectolobiformes). De vis kan een lengte bereiken van 100 centimeter. 

## Leefomgeving
De Japanse bakerhaai is een zoutwatervis. De vis prefereert een tropisch klimaat en leeft hoofdzakelijk in de Grote Oceaan.

## Relatie tot de mens
De Japanse bakerhaai is voor de visserij van beperkt commercieel belang. In de hengelsport wordt er weinig op de vis gejaagd. 
Voor de mens kan de Japanse bakerhaai gevaarlijk zijn, de soort kan een mens flink verwonden.